# Actor

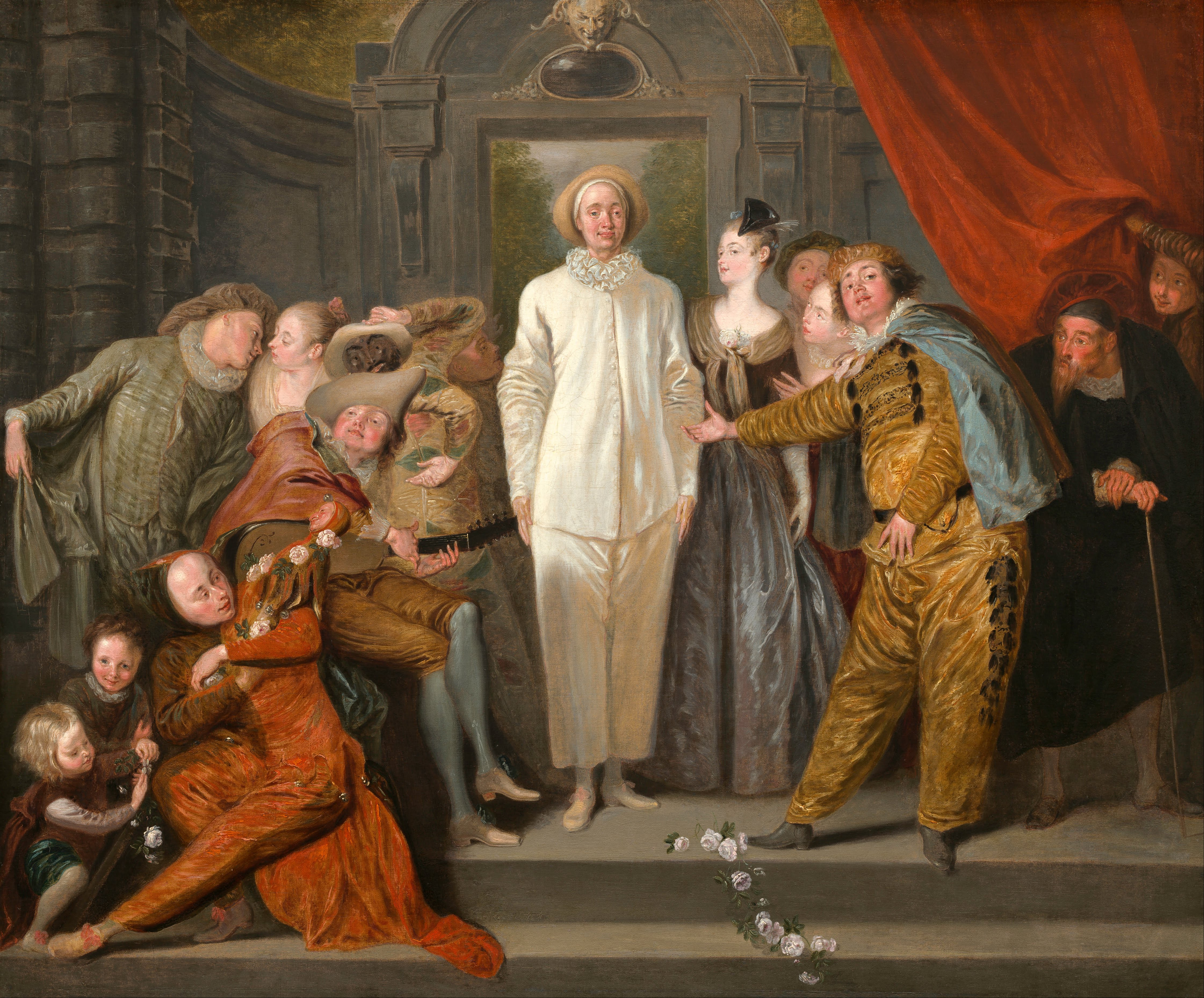
Los actores de la comedia italiana, pintados por Antoine Watteau hacia 1720.

Un actor (en femenino, actriz) es una persona que interpreta una acción, ya sea mediante improvisación o basándose en textos (obra de un autor o creados a través de improvisaciones individuales y colectivas).
El actor construye su trabajo utilizando la voz, la mímica y otros recursos corporales y emocionales con el fin de transmitir al espectador el conjunto de ideas y acciones propuestas. Puede asimismo usar recursos técnicos u objetos como manipular títeres, o interpretar sobre la imagen o la voz de los demás. Combinando su ocupación con el director y el resto de los profesionales participantes en la obra, y apoyado en estímulos visuales o sonoros, actúa en lugares donde se representan espectáculos públicos a través de las representaciones.

## Historia

### En Grecia
En la Antigua Grecia, el primer actor al que luego se reconocerá como tal fue un mítico personaje llamado Tespis, al que se atribuye ser el primero en dialogar con el coro al presentarse durante las fiestas en honor de Dioniso, en el siglo V a. C. en Atenas. Traído de Icaria por el tirano Pisístrato, el actor (que en la época se denominaba hipocritès o sea simulador), equipado con máscara y vistiendo una túnica, interpretó al dios Dioniso en un coro, sobre su carroza que más tarde se conocería como el "carro de Tespis", creando un argumento dentro de una presentación litúrgica artístico-politeísta. Aquella posición de protagonista del coro se ha considerado el comienzo de la tragedia griega. También se le atribuye el diseño de segundo actor, que más tarde Esquilo llamaría «deuteragonista», al interpretar dos personajes a través de dos máscaras (una en la parte frontal del cuerpo y la otra en la espalda).
En la antigua Grecia, los actores se llamaban hipócritas, término que viene del griego hipo que significa máscara y crite que significa responder, los que respondían detrás de la máscara.
Entre los griegos los actores llegaron a obtener los cargos más distinguidos de la república. Aristodemo fue embajador, Archias general, Eschino y Aristónico senadores, etc. Más tarde, cuando la forma de gobierno cambió a monarquía, los reyes siguieron otorgando honores y recompensas a los actores más populares.

### En Roma
Los romanos los estimaban y los enriquecían. El dramaturgo Esopo dejó a su hijo cerca de dos millones; y el actor Roscio tenía anualmente seis mil quinientos escudos. Lúculo dio muy a menudo a todos los actores vestidos de púrpura, etc. Por otro lado, el Senado romano expidió alguna vez ciertos decretos contra los actores por sus malas costumbres. En otras circunstancias se condenaron a los actores como supuestos confidentes de generales o personajes proscritos.
La declamación tenía tal aprecio en Roma que los jóvenes de las familias más distinguidas se mezclaban con los actores recitando y declamando con ellos delante de todo el pueblo. Cicerón, siendo cónsul romano, confesaba que pudo hablar en público por los referidos Esopo y Roscio (que obtuvo el anillo de oro y fue elevado al rango de caballero romano).

### ANTES
Actualmente, existen diversas corrientes en actuación, que se han diversificado desde el siglo XX, a partir de las llamadas vanguardias teatrales. Estas, tienen como punto de inflexión autores como Antonin Artaud, Bertolt Bretch, Peter Brook, la tradición teatral corporal francesa o las corrientes llegadas del teatro oriental. Dentro de los autores más destacados que podemos encuadrar en el siglo XX, destacamos dos principales: 
-Konstantin Stanislavski. Maestro interpretativo ruso, identificado principalmente por su técnica vivencial (en primera instancia) y su método de acciones físicas (en un último periodo), y siendo de la corriente realista. La finalidad de este sistema interpretativo era ayudar al actor a otorgar entidad a los personajes partiendo de su propia personalidad, creando sentimientos verdaderos y emociones sinceras. Había un gran estudio del interior del personaje, así como un entrenamiento físico, adecuada relajación de los músculos que permitan libertad física, concentración de la atención sin límites y percepción de la realidad de la obra “como si fuera real”. Su legado abarca todo el globo, pasando por Europa y Estados Unidos, con diversas ramificaciones basadas en sus teorías principales. 
-Eugenio Barba. Uno de los pilares del teatro actual, funda la antropología teatral, y mediante la pedagogía que elabora, se comienzan a aunar descubrimientos científicos y arte teatral, entroncando con el campo de la neurociencia que llega hasta nuestros días. Desarrolla procesos de entrenamiento actoral que se centran en el control del cuerpo y su expresividad fuera del marco cotidiano. El método vocal y físico parte del saber teatral oriental y se centra en “por qué” se hacen las cosas, no en “qué” se hace, es decir, elabora un sistema que pasa de la subjetividad psicológica vivencial, a la objetividad de los principios corporales. Su grupo, el Odin Teatret, es una de las escuelas con metodología propia más reconocidas en el mundo actoral, así como la International School of Theatre Anthropology (ISTA), donde se sigue investigando sobre el hacer teatral.